# Катастрофа Ми-8 под Бахардоком
Катастрофа Ми-8 под Бахардоком — авиационная катастрофа, произошедшая в понедельник 19 ноября 1990 года в районе посёлка Бахардок (Ашхабадская область) с вертолётом Ми-8Т компании Аэрофлот, при этом погибли 15 человек.

## Вертолёт
Ми-8Т (Ми-8ТВ) с заводским номером 7270 (серийный 72-10) был выпущен Казанским вертолётным заводом 10 октября 1977 года. Вскоре вертолёт передали Министерству гражданской авиации, которое присвоило ему регистрационный номер СССР-22389 и затем направило в Ашхабадский объединённый авиаотряд Туркменского управления гражданской авиации. Общая наработка борта 22389 составляла 12 767 лётных часов и 20 665 циклов (посадок).

## Экипаж
- Командир экипажа — А. Бурмистров
- Второй пилот — В. Филимонов
- Бортмеханик — А. Богачев

## Катастрофа
Вертолёт выполнял пассажирский рейс по перевозке смены вахтовых рабочих-буровиков. Всего на борту находились 13 пассажиров и 3 члена экипажа. Около 14:00 Ми-8 на высоте 1200 метров летел над пустыней Каракумы, когда оказался в зоне сильной турбулентности. Затем неожиданно что-то хлопнуло, после чего машину начало трясти, а обороты несущего винта начали снижаться. Потеряв подъёмную силу, вертолёт упал на землю близ посёлка Бахардок и в 90 километрах от Ашхабада. При ударе произошёл взрыв, ударной волной которого командира Бурмистрова выбросило из кабины через остекление наружу. Бурмистров получил тяжёлые травмы, но тем не менее выжил. В отличие от него, остальные 15 человек (2 члена экипажа и 13 пассажиров) погибли.

## Причины
Когда вертолёт попал в зону турбулентности, то привод несущего винта начал подвергаться воздействию повышенных нагрузок. Не выдержав этих нагрузок, ведомое зубчатое колесо главного редуктора несущего винта разрушилось, что и было причиной хлопка. Обе системы оказались повреждены и тем самым исключив возможность безопасной посадки. Разрушение ведомого зубчатого колеса, ставшее причиной катастрофы, произошло из-за производственного дефекта.